# Castellammare del Golfo
Castellammare del Golfo (szicíliaiul Casteddammari) település Olaszországban, Trapani megyében. Lakosainak száma 14 610 fő (2023. január 1.). Castellammare del Golfo Alcamo, Buseto Palizzolo, Custonaci, San Vito Lo Capo, Balestrate és Calatafimi-Segesta községekkel határos.

## Történelem
Olyan történetírók és geográfusuk szerint, mint Ptolemaiosz, Diodórosz Szikulosz vagy Sztrabón, a mai Castellammare del Golfo Emporium Segestanorum néven, Segesta kikötőjeként jött létre. 827-ben az arab megszállással "Al Madarig" nevet vette fel a település, ami "lépés"-t jelent. Mivel a hegyen levő bástyáról a lejtőn vezetett az út a kikötőbe. Az arabok építettek először ide erődítményt, amit a normannok később kibővítettek, ez ma a település egyik legismertebb nevezetessége, az Arab-normann kastély.
A város ismert még számos szicíliai-amerikai maffia-tag szülőhelyeként, mint Sebastiano DiGaetano, Salvatore Maranzano, Stefano Magaddino, Vito Bonventre, John Tartamella és Joseph Bonannoa. Innen származnak a Castellammaresei háborúban résztvevő Masseria és Maranzano-klán tagjai, akik a New York-i alvilág irányításáért harcoltak.
A halászat már az ókor óta fontos megélhetési forrás a helyieknek. Manapság a városban a halászat mellett a turizmus is fontos iparág. Az elmúlt évtizedek alatt vonzó úticéllá vált Palermohoz és Trapanihoz való közelsége miatt.

## Környékbeli nevezetességek
Az egyik híres nevezetesség a környéken a Segesta-i vár a dór templomával, valamint az amfiteátrum, ahol a mai napig szoktak előadásokat tartani.
- Palermo 30 km-re keletre
- Trapani 35 km-re nyugatra
- Scopello, a tonhal feldolgozó üzemével, a tonnara-val.
- San Vito Lo Capo nyugatra
- Zingaro Természetvédelmi terület nyugatra, aminek partjai csak gyalog vagy csónakkal érhető el
- Erice, Trapani mellett egy 750 méter magasan épült falu, melynek a várjából, Castello di Veneréből tökéletes kilátás nyílik a tengerre, Trapanira és az Egadi-szigetekre.

## Népesség
A település népességének változása:
| Lakosok száma | 15 293 | 15 209 | 14 610 |
|               | 2017   | 2018   | 2023   |